# Metamorfosi (Estra)
Metamorfosi è un album del gruppo musicale Estra, pubblicato nel 1996 dalla CGD East West
La produzione artistica è di Massimo Bubola. Produttore esecutivo Federico Sparano.

## Tracce
1. Pietà
2. Cattolico
3. Rubami
4. Passami da dentro
5. L'uomo coi tagli
6. Intimo
7. Non canto
8. Signorina
9. Nei deserti
10. Giulia
11. Troppe regole
12. Va meglio
13. Morirò
14. Cattolico (Acoustic)

## Formazione
- Giulio (Estremo) Casale
- Abe Salvadori
- Eddy Bassan
- Nicola (Accio) Ghedin

Prodotto da Massimo Bubola